# Vitus Pro Cycling p/b Brother UK
Vitus Pro Cycling p/b Brother UK (código UCI: VIT) fue un equipo ciclista profesional británico de categoría Continental.
El equipo desapareció al término de la temporada 2020 debido a la incertidumbre económica y las dificultades de encontrar un patrocinador.

## Material ciclista
El equipo utilizó bicicletas Vitus Bikes, equipación deportiva Presca Teamwear, ruedas Schwalbe, sillines San Marco y componentes Mavic.

## Clasificaciones UCI
A partir de 2005 la UCI instauró los Circuitos Continentales UCI, donde el equipo ha estado desde el año 2010 (año de su fundación), registrado dentro del UCI Europe Tour. Estando en las clasificaciones del UCI Europe Tour Ranking, del UCI America Tour Ranking y del UCI Oceanía Tour Ranking. Las clasificaciones del equipo y de su ciclista más destacado son las siguientes:

### UCI America Tour
| Temporada | Clasificación por equipos | Mejor corredor  | Posición |
| 2010-2011 | 40.º                      | Dan Fleeman     | 366.º    |
| 2011-2012 | 31.º                      | Daniel Holloway | 269.º    |
| 2012-2013 | 33.º                      | Rob Britton     | 191.º    |

### UCI Asia Tour
| Temporada | Clasificación por equipos | Mejor corredor | Posición |
| 2018      | 99.º                      | Deins Kaņepējs | 469.º    |

### UCI Europe Tour
| Temporada | Clasificación por equipos | Mejor corredor  | Posición |
| 2009-2010 | 105.º                     | Dan Fleeman     | 603.º    |
| 2010-2011 | 114.º                     | Richard Handley | 1128.º   |
| 2011-2012 | 100.º                     | James Sparling  | 459.º    |
| 2012-2013 | 82.º                      | Alexandre Blain | 316.º    |
| 2013-2014 | 96.º                      | Mark Christian  | 412.º    |
| 2015      | 111.º                     | Morgan Kneisky  | 654.º    |
| 2016      | 102.º                     | Albert Torres   | 546.º    |
| 2017      | 99.º                      | Enrique Sanz    | 489.º    |
| 2019      | 91.º                      | Scott Thwaites  | 452.º    |

### UCI Oceanía Tour
| Temporada | Clasificación por equipos | Mejor corredor     | Posición |
| 2011-2012 | 13.º                      | Bernard Sulzberger | 24.º     |

## Palmarés
Para años anteriores, véase Palmarés del Vitus Pro Cycling p/b Brother UK

### Palmarés 2020

#### Circuitos Continentales UCI
| Fechas | Circuito | Carreras | Ganador |

## Plantilla
Para años anteriores, véase Plantillas del Vitus Pro Cycling p/b Brother UK

### Plantilla 2020
| Nombre                 | Nacimiento | Nacionalidad | Equipo 2019                      |
| Stephen Bradbury       | 19/10/1993 | Reino Unido  | SwiftCarbon Pro Cycling          |
| Adam Kenway            | 08/07/1987 | Reino Unido  | Vitus Pro Cycling p/b Brother UK |
| Christopher Latham     | 06/02/1994 | Reino Unido  | Vitus Pro Cycling p/b Brother UK |
| Tom Mazzone            | 09/07/1993 | Reino Unido  | Holdsworth Pro Racing (2018)     |
| Christopher McGlinchey | 31/03/1994 | Irlanda      | Vitus Pro Cycling p/b Brother UK |
| Darnell Moore          | 27/08/1996 | Irlanda      | Neoprofesional                   |
| Michael Mottram        | 08/06/1990 | Reino Unido  | Vitus Pro Cycling p/b Brother UK |
| Joe Nally              | 13/07/1999 | Reino Unido  | Neoprofesional                   |
| Frederik Schescke      | 19/09/1995 | Alemania     | Vitus Pro Cycling p/b Brother UK |
| Joseph Sutton          | 26/09/1997 | Reino Unido  | Neoprofesional                   |
| Daniel Tulett          | 03/07/1999 | Reino Unido  | Team Wiggins Le Col              |
| Joey Walker            | 15/09/1997 | Reino Unido  | Madison Genesis                  |